# Seksizem na delovnem mestu
Spolna diskriminacija, ki jo pogosto zasledimo na delovnih mestih, lahko predstavlja za posameznika oziroma  posameznico precej manjše možnosti za uspešno delovanje. Zaradi strahu pred izgubo delovnega mesta ter manjšimi možnostmi za poklicno napredovanje veliko posameznikov oziroma posameznic ne želi oziroma ne upa predstaviti tovrstnega problema.

## Definicija
Z izrazom seksizem oziroma spolna diskriminacija pojasnimo neenakopravno obravnavo posameznika zaradi spola in ločevanje različnih vsakodnevnih dejavnosti z ozirom na spol. Zaradi omenjenega razlikovanja ima en spol običajno precej manjše možnosti za uspešno delovanje.

### Oblike seksizma na delovnem mestu
Na delovnih mestih dokaj pogosto zasledimo do žensk neprijazno delovno okolje ravno zaradi seksističnega odnosa. Jasno je, da delovne organizacije nikoli ne bodo mogle v celoti odpraviti spolne različnosti lahko pa storijo precej, da zapostavljene zaščitijo pred spolno diskriminacijo.
Omeniti je potrebno pojav seksizma pri plačilu saj ženske niso enakopravno obravnavane na delovnem mestu. Še vedno se prepogosto dogaja, da ženske, ki so enako usposobljene kot moški imajo zaradi materinstva in družine slabše plačane službe ter nižjo stopnjo odgovornosti v primerjavi z moškimi.  Splošno prepričanje, ki velja v današnji družbi je, da visoki in odgovorni položaji zahtevajo celega človeka in zato le ta pogosto pripadejo moškim. Velikokrat se mora pripadnica ženskega spola dokazovati, da zna opraviti delo hitreje in bolje kot marsikateri moški. V primerih, ko ima ženska enako delovno mesto kot moški mora, v primerjavi z njim, velikokrat opraviti več dela ter nemalokrat dosegati višje kriterije za napredovanje v smislu strokovnosti, dodatnih usposabljanj ter visoke delovne uspešnosti.  Zaradi potencialne nosečnosti in s tem povezane odsotnosti tudi v primeru bolezni otroka marsikateri delodajalec oceni žensko kot manj zanesljivo in ji zato oteži možnost do vseh potrebnih izobraževanj, ki bi ji omogočala enakopravnost z moškimi na trgu dela. Pripadnost spolu ženskam pogosto zelo otežuje, da bi posegale po visokih položajih.
Seksizem pri zaposlovanju je opazen, ko posamezni delodajalci kljub dejstvu, da tovrstni oglasi niso v skladu z zakoni, v oglasih za delovno mesto navedejo, da za opravljanje določenega mesta želijo moškega. V primerih zaposlitve s skrajšanim delovnikom pa nemalokrat želijo žensko.
Veliko diskriminacije je opaziti tudi pri samih razgovorih za delovno mesto, ko delodajalec ženskam postavlja vprašanja, ki močno posegajo v njihovo zasebnost. Zanimajo jih načrti v povezavi z nosečnostjo, načrtovanjem materinstva, zakonski stan, družinske obveznosti ipd. V nekaterih primerih morajo ženske celo podpisati dokument, ki jih zavezuje, da določeno obdobje ne bodo imele otrok v nasprotnem primeru sledi prekinitev delovnega razmerja.
Tako moški kot ženske so izpostavljeni tudi spolnemu nadlegovanju na delovnem mestu čeprav so kot nadlegovane največkrat izpostavljene ravno ženske. Zaradi strahu pred izgubo delovnega mesta ter manjšimi možnostmi za poklicno napredovanje veliko žensk ne želi oziroma ne upa predstaviti tovrstnega problema.

### Oblike spolnega nadlegovanja
Oblike spolnega nadlegovanja razdelimo na :
-	fizično spolno nadlegovanje v obliki  nezaželenega fizičnega kontakta, dotikanja, poljubljanja, ščipanja ali nasilnega spolnega odnosa;
-	verbalno spolno nadlegovanje,  ki se kaže  lahko tudi v raznih predlogih v povezavi s spolnostjo ter nagovarjanje k druženju izven delovnega okolja;
-	neverbalno spolno nadlegovanje v smislu  kazanja pornografskih revij, predmetov ali razkazovanje spolnih organov.
K omejevanju omenjenega nadlegovanja vsekakor lahko prispeva tudi obnašanje vodstvenih delavcev v delovni organizaciji. Z različnimi izobraževalnimi programi, plakati in brošurami glede spolnega nadlegovanja lahko spodbudijo prijavljanje tovrstnih dejanj in primerno ukrepanje.
Nikolič, A. (2012). Ali je hip-hop seksistična subkultura? - seksizem Arhivirano 2014-01-10 na Wayback Machine.
Jelušič, L., Pešec, M.(2002). Seksizem v vojaški uniformi. - seksizem v vojski
Urad za enake možnosti (2005). Diskriminacija. - diskriminacija